# Autochloris jansonis
Autochloris jansonis là một loài bướm đêm thuộc phân họ Arctiinae, họ Erebidae.